# Аюбиди
Династията Аюбиди (на арабски: al-Ayyūbīyūn; на кюрдски Xanedana Eyûbîyan) е мюсюлманска династия с кюрдски произход, основана от военачалника Салах ад-Дин (Саладин). Под формата на Аюбидски султанат династията управлява големи части от Близкия изток през 12 и 13 век, като основното седалище на султаните е Египет. Саладин се издига до везир във Фатимидски Египет през 1169 г., и скоро узурпира властта на Фатимидите (1171 г.) Три години по-късно той е провъзгласен за султан след смъртта на бившия си господар, селджука Нур ад-Дин Зенги. През следващото десетилетие родът Аюбиди започва завоевания в целия регион и към 1183 г. техните владения обхващат Египет, Сирия, Джазира, Хиджаз, Йемен и крайбрежието на Северна Африка до границите на съвременен Тунис. Повечето от кръстоносните държави, включително кралство Йерусалим, са покорени от Саладин след победата му в битката при Хатин през 1187 г. Въпреки това, през 1190-те години кръстоносците възстановяват контрола над палестинското крайбрежие.
След смъртта на Саладин през 1193 г. неговата огромна империя престава да съществува. Наследниците му си я поделят, като така поставят началото на съперничество между управниците на Сирия (или Месопотамия) и на Египет за контрол върху днешния Близък изток:с. 114. Каирският султан Ал-Адил поема контрола над Йерусалим. През 1230-те емирите на Сирия се опитват да отстояват независимостта си от Египет, но султан а-Салих Аюб възстановява единството към 1247 г., завземайки по-голямата част от Сирия, с изключение на Алепо. Дотогава местните мюсюлмански династии са прогонили Аюбидите от Йемен, от Хиджаз и части на Месопотамия. След смъртта на а-Салих Аюб през 1249 г. в Египет идва на власт ал-Муазам Тураншах. Последният обаче скоро е свален от своите военачалници мамелюци, които успяват да отблъснат кръстоносците от осмия кръстоносен поход в делтата на Нил и установяват Мамелюкски султанат. Това прекратява властта на Аюбидите в Египет, а опитите на емирите на Сирия, предвождани от Насир Юсуф от Алепо, да се отърват от Египет, се провалят. През 1260 г. монголите опустошават Алепо и скоро след това завладяват и всички останали територии на Аюбидите. Мамелюците, които прогонват монголите, подкрепят Аюбидското княжество Хама в централна Сирия до смъртта на последния му владетел през 1341 година.
По време на своето сравнително кратко властване Аюбидите ознаменуват епоха на икономически просперитет в управляваните от тях земи, а предоставените от тях средства и покровителство водят до възобновяване на интелектуалната дейност в ислямския свят. Този период е белязан и от процес на енергично укрепване на сунитите в региона чрез изграждането на множество медресета (ислямски училища) в големите градове.